# Edward Cullen

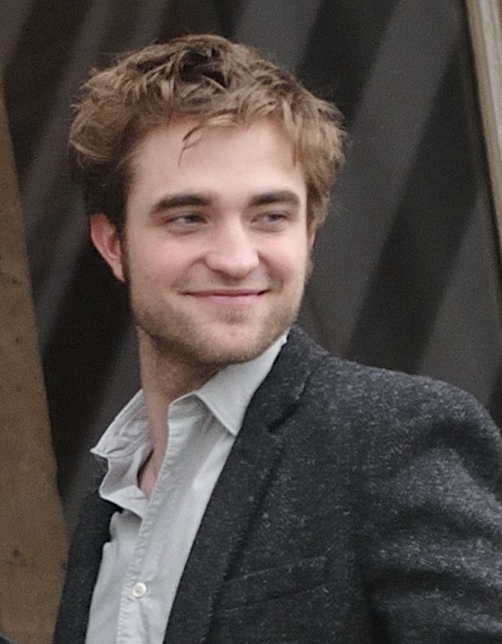

Edward Cullen (Edward Anthony Masen) este un personaj fictiv din seria Amurg, scrisă de Stephenie Meyer. El este un vampir, care, pe parcursul seriei, se îndrăgostește de adolescenta Bella Swan, cu care se căsătorește și are un copil.

## Concept și creație
Autoarea mărturisește pe site-ul ei oficial că seria Amurg s-a ivit în urma unui vis avut de ea într-o noapte: „o fată obișnuită” și „un vampir [...] excepțional de frumos și de strălucitor [...] aveau o conversație intensă pe o pajiște într-o pădure.” Cei doi discutau dificultățile din relația lor de dragoste neobișuită și, în același timp, el era foarte atras de aroma sângelui ei și își folosea toată puterea de stăpânire pentru ca nu cumva să cedeze ispitei de a o ucide.
Personajul Edward s-a dezvoltat dintr-o combinație a celor trei personaje masculine preferate ale autoarei: Gilbert Blythe (Anne of Green Gables), Fitzwilliam Darcy (Mândrie și prejudecată), și Edward Rochester (Jane Eyre) - în special acesta din urmă, deoarece și el se vede pe sine ca fiind un monstru.

## Apariții

### Amurg
vezi articolul Amurg
Când vampirul Edward Cullen o întâlnește pentru prima oară pe Bella Swan, ea reprezintă un mister pentru el, deoarece pare a fi imună la capacitatea lui de a descifra gândurile celor din jur. Atunci când fata se așază lângă el la ora de biologie, Edward se abține cu greu să nu o atace, stârnit de mireasma sângelui ei, mai puternică pentru el decât a oricărui alt om din preajmă. Deși încearcă din răsputeri să se țină departe de ea, el nu mai poate nega atracția pe care o simte față de ea în momentul în care îi salvează viața. În cele din urmă, admite față de ea că este vampir, și că, deși pare de șaptesprezece ani, data nașterii lui e de fapt 20 iunie 1901. El îi explică Bellei că tatăl său adoptiv, Carlisle Cullen, l-a transformat în vampir în 1918, pentru a-i împiedica moartea în urma unei epidemii de gripă spaniolă. Carlisle a sădit în el un simț al moralității cu totul neobișnuit la majoritatea vampirilor, și i-a cultivat mai ales refuzul de a considera oamenii drept hrană.
Chiar și așa, Edward o avertizează pe Bella că ar fi indicat să se țină departe de el, însă Bella preferă să îi ignore avertismentele, și, contrar tuturor așteptărilor, relația lor merge înainte. Problemele încep când Bella devine ținta unui vampir sadic, James, care, spre deosebire de familia Cullen (care s-au autoproclamat vampiri „vegetarieni”, pentru că nu se hrănesc decât cu animale) vânează oameni. Cu ajutorul familiei sale, Edward izbutește să o salveze pe Bella, însă refuză să o transforme în vampir așa cum îi cere ea, și continuă să își pună întrebări asupra a cât de sigur este pentru ea să rămână alături de el.

### Luna nouă
vezi articolul Luna nouă
Luna nouă debutează cu aniversarea celor optsprezece ani ai Bellei. La petrecerea organizată pentru ea de familia Cullen, Bella se taie la deget din greșeală și este atacată de fratele lui Edward, Jasper. Într-o ultimă încercare de a o proteja, Edward îi spune că nu o mai iubește și se mută împreună cu familia lui, lăsând-o pe Bella distrusă în urma lui și devenind din ce în ce mai deprimat ulterior la gândul unei vieți fără de sfârșit și lipsită de orice fel de însemnătate. Când află de la prietenul Bellei, Jacob, care o iubește, informația (greșită) conform căreia Bella s-a sinucis, Edward călătorește către Italia, pentru a le cere vampirilor Volturi să îl omoare, dar este oprit la timp de Bella și de cealaltă soră a sa, Alice.
Ulterior, el îi explică Bellei motivul pentru care a plecat, și îi cere iertare. Relația lor continuă, însă Bella nu mai poate să sfârșească acum legătura puternică dintre ea și vârcolacul Jacob Black, formată pe timpul absenței lui Edward. El continuă să refuze să o transforme în vampir, așa că Bella îi roagă pe membrii familiei lui să supună chestiunea la vot, și toți, în afară de Edward și Rosalie, se pronunță pentru. Edward e de acord în cele din urmă să o transforme chiar el, dar numai cu condiția ca ea să se mărite cu el întâi.

### Eclipsa
vezi articolul Eclipsa
În Eclipsa, Bella e de acord în cele din urmă să se mărite cu Edward, dar numai cu condiția ca el să facă dragoste cu ea cât timp ea e încă om. Edward cade de acord, dar îi explică că asta se va întâmpla numai după ce se vor căsători. În vrema asta, Victoria, iubita lui James, caută să răzbune moartea partenerului ei și își creează o echipă de vampiri nou-născuți cu scopul precis de a o prinde, tortura și ucide pe Bella. Pentru a o proteja pe Bella, familia Cullen face un pact cu inamicii vampirilor, vârcolacii conduși de Sam Uley. Lucrurile se complică atunci când Bella descoperă că sentimentele ei față de Jacob sunt mai profunde decât credea, depășind simpla prietenie. Edward însă este de părere că el a ajutat la formarea acestor sentimente prin plecarea lui, drept pentru care nu o învinovățește. După moartea Victoriei, Bella decide că Edward este cea mai importantă persoană din viața ei. Ea îi propune să facă dragoste înainte de nuntă, dându-și seama că ea își petrece prea mult timp încercând să le facă altora pe plac, dar el îi spune că vor face lucrurile așa cum trebuie, în „ordinea corectă”.

### Zori de zi
vezi articolul Zori de zi
Zori de zi înfățișează căsătoria și luna de miere a lui Edward și a Bellei, întreruptă brusc de sarcina neașteptată a acesteia din urmă. Rapiditatea cu care se dezvoltă fetusul îl sperie pe Edward, care o duce la tatăl său adoptiv pentru avort. Bella, simțind o legătură puternică între ea și copilul nenăscut, refuză categoric avortul. Deși la început îl urăște pentru că pune în pericol viața soției lui, Edward ajunge și el să își iubească copilul după ce îi aude gândurile și înțelege că și copilul o iubește pe Bella și că încearcă să îi facă cât mai puțin rău cu putință. Bella aproape că moare dând naștere copilului, dar Edward izbutește să o salveze injectându-i în inimă propriul său venin. În timpul transformării dureroase a Bellei în vampir, Jacob Black se „lipește” (proces prin care un vârcolac își găsește sufletul pereche) în mod involuntar de Renesmee, fiica Bellei.
După ce un vampir pe nume Irina o confundă pe Renesmee cu un copil vampir (fapt care, dacă ar fi fost adevărat, ar fi reprezentat o gravă încălcare a regulilor lumii vampirilor), vampirii Volturi sosesc pentru a pedepsi familia Cullen. Edward, Bella, rudele lor, vârcolacii și alți vampiri aliați cu ei izbutesc să îi convingă pe Volturi că Renesmee nu reprezintă un pericol, și totul se termină cu bine.

## Descriere

### Descriere fizică
Ca toți ceilalți vampiri care apar în roman, Edward e descris de către Bella ca fiind incredibil de frumos, ea comparându-l adesea cu Adonis. Pielea lui e „ca marmura” - foarte albă, rece ca gheața, și strălucește în lumina soarelui. Ea îi descrie trăsăturile feței drept perfecte. Părul lui reține nuanța de bronz pe care a moștenit-o în viața umană de la mama sa biologică. Ochii săi, verzi în viața umană, sunt descriși de către Bella drept aurii. Dacă petrece prea mult timp fără să bea sânge, înfățișarea i se schimbă: culoarea ochilor i se întunecă, apropiindu-se de negru, și sub ochi îi apar cearcăne purpurii.

### Descrierea personalității. Abilități
Edward e descris drept fermecător, politicos, hotărât, și foarte încăpățânat. E foarte protector față de Bella, punând siguranța, umanitatea și binele ei mai presus de orice. Adesea, el are o tendință de a analiza prea mult situația și de a exagera în reacții, mai ales în situații când siguranța Bellei e pusă în pericol. Folosește uneori cuvinte de la începutul secolului 20, perioada când și-a trăit viața umană, și poate fi foarte romantic. Edward se percepe drept un monstru, și după ce se îndrăgostește de Bella, își dorește cu disperare să fi fost om și nu vampir.
Ca toți vampirii din Amurg, Edward posedă o frumusețe, o forță, o viteză și o agilitate ieșite din comun. Nu are nevoie să respire, dar o face totuși, parte din instinct și parte pentru că îl ajută să miroasă mediul înconjurător. Nu poate digera mâncarea (compară la un moment dat atractivitatea mâncării pentru el cu atractivitatea mâncatului noroiului pentru un om). De asemenea, nu poate dormi.
În afară de aceste trăsături care sunt comune tuturor vampirilor, Edward posedă abilități speciale: este cel mai rapid dintre ai lui, și e capabil să citească gândurile altora (o posibilă extensie a capacității de empatie de care dădea dovadă în viața umană), singura excepție de la regulă fiind Bella.

## Adaptări cinematografice
Stephenie Meyer și-ar fi dorit ca Henry Cavill să joace rolul lui Edward, dar la data când s-a hotărât să se înceapă filmările, Cavill avea deja 24 de ani. Meyer a scris pe website-ul ei că cei considerați cei mai potriviți actori printre fani erau Hayden Christensen, Robert Pattinson, Orlando Bloom și Gerard Way. Pe 11 decembrie 2007 s-a anunțat că Pattinson, cunoscut pentru rolul lui Cedric Diggory din Harry Potter, a fost cel ales. Meyer a spus „Sunt foarte încântată de alegerea celor de la Summit în privința lui. Sunt puțini actori care pot emana pericol și frumusețe în același timp, și încă și mai puțini aceia pe care mi-i pot imagina în rolul lui Edward. Robert Pattinson va fi uimitor.”
Pentru a se pregăti pentru rol, Pattinson a scris pagini de jurnal din perspectiva lui Edward și s-a distanțat de prieteni și familie, explicând ulterior că a vrut să simtă izolarea personajului. Meyer l-a ajutat și ea, oferindu-i câteva capitole din cartea neterminată Midnight Sun, o repovestire a evenimentelor din Amurg din perspectiva lui Edward. Pattinson a declarat: „Asta mi-a plăcut [...], tipul nu există chiar atât de mult în carte, deci poți crea ce vrei tu. Apoi, când am aflat că există o carte din perspectiva lui Edward, am citit-o și s-a dovedit că eu și el aveam aceeași perspectivă!”